# Irvine Finlay Corbett
Pour les articles homonymes, voir Corbett.
Irvine Finlay Corbett (12 février 1915-7 octobre 1986) est un homme politique canadien de la Colombie-Britannique. Il est député provincial créditiste de la circonscription britanno-colombienne de Yale de 1952 à 1963.
Il meurt dans un accident d'avion en 1986.